# Banka Koper Slovenia Open
Banka Koper Slovenia Open — міжнародний тенісний турнір для жінок, що проводився WTA з 2005 по 2010 рік у словенському місті Порторож  на відкритих хардових кортах. Турнір мав категорію міжнародного турніру WTA (до 2009 року  IV рівня).

## Загальна інформація
Порторожський турнір організовано напередодні сезону-2005 в рамках програми розширення осінньої європейської хардового серії. Перший турнір припав на другий тиждень після Відкритого чемпіонату США. Місцем проведення було обрано комплекс SRC Marina Portoroz, де національна команда Словенії грала домашні матчі Кубка Федерації.
2008 року асоціація поступово стала скорочувати осінню серію турнірів у Європі, зрушуючи її все ближче до кінця сезону. Словенське змагання перенесли на липень, на початок серії турнірів, яка є підготовкою до Відкритого чемпіонату США. На новому місці змагання протрималося ще три роки, після чого, паралельно із завершенням одиночної кар'єри Катарини Среботнік (найсильнішої словенської тенісистки того часу), втратив титульного спонсора і його закрили.

## Past finals

### Одиночний розряд
| Рік  | Чемпіон         | Фіналіст                | Рахунок            |
| ---- | --------------- | ----------------------- | ------------------ |
| 2005 | Клара Коукалова | Катарина Среботнік      | 6–2, 4–6, 6–3      |
| 2006 | Таміра Пашек    | Марія Елена Камерін     | 7–5, 6–1           |
| 2007 | Татьяна Головін | Катарина Среботнік      | 2–6, 6–4, 6–4      |
| 2008 | Сара Еррані     | Анабель Медіна Гаррігес | 6–3, 6–3           |
| 2009 | Дінара Сафіна   | Сара Еррані             | 6–7(5–7), 6–1, 7–5 |
| 2010 | Анна Чакветадзе | Юганна Ларссон          | 6–1, 6–2           |

### Парний розряд
| Рік  | Чемпіонки                                          | Фіналістки                        | Рахунок          |
| ---- | -------------------------------------------------- | --------------------------------- | ---------------- |
| 2005 | Анабель Медіна Гаррігес Роберта Вінчі              | Єлена Костанич Катарина Среботнік | 6–4, 5–7, 6–2    |
| 2006 | Луціє Градецька Рената Ворачова                    | Ева Бірнерова Емілі Луа           | w/o              |
| 2007 | Луціє Градецька (2) Рената Ворачова (2)            | Андрея Клепач Олена Лиховцева     | 5–7, 6–4, [10–7] |
| 2008 | Анабель Медіна Гаррігес(2) Вірхінія Руано Паскуаль | Віра Душевіна Катерина Макарова   | 6–4, 6–1         |
| 2009 | Юлія Гергес Владіміра Угліржова                    | Каміль Пен Клара Закопалова       | 6–4, 6–2         |
| 2010 | Марія Кондратьєва Владіміра Угліржова (2)          | Анна Чакветадзе Марина Еракович   | 6–4, 2–6, [10–7] |